# 美南
美南（みなみ）は、埼玉県吉川市の町名。現行行政地名は美南一丁目から五丁目。郵便番号は342-0038。

## 概要
吉川美南駅周辺の区画整理事業によって誕生した地名である。

## 地理

### 地価
住宅地の地価は2024年（令和6年）7月1日の埼玉県地価調査によれば、美南5丁目20番5の地点で11万9000円/m²となっている。

## 沿革
- 2011年（平成23年）3月19日 - 美南一丁目から五丁目が成立。

## 世帯数と人口
2017年（平成29年）10月1日現在の世帯数と人口は以下の通りである。
| 丁目       | 世帯数    | 人口    |
| ---------- | --------- | ------- |
| 美南一丁目 | 722世帯   | 1,725人 |
| 美南二丁目 | 1,263世帯 | 3,486人 |
| 美南三丁目 | 275世帯   | 681人   |
| 美南四丁目 | 584世帯   | 1,775人 |
| 美南五丁目 | 574世帯   | 1,668人 |
| 計         | 3,418世帯 | 9,335人 |

## 小・中学校の学区
市立小・中学校に通う場合、学区（校区）は以下の通りとなる。
| 丁目       | 番地 | 小学校             | 中学校             |
| ---------- | ---- | ------------------ | ------------------ |
| 美南一丁目 | 全域 | 吉川市立美南小学校 | 吉川市立吉川中学校 |
| 美南二丁目 | 全域 | 吉川市立美南小学校 | 吉川市立吉川中学校 |
| 美南三丁目 | 全域 | 吉川市立美南小学校 | 吉川市立吉川中学校 |
| 美南四丁目 | 全域 | 吉川市立美南小学校 | 吉川市立吉川中学校 |
| 美南五丁目 | 全域 | 吉川市立美南小学校 | 吉川市立吉川中学校 |

## 公園・緑地
- 美南中央公園
- 美南1丁目公園
- 美南2丁目公園
- 美南3丁目公園
- 美南4丁目公園
- 美南5丁目公園
- 美南1丁目第2公園
- 美南1丁目第3公園
- 美南1丁目第4公園
- 美南3丁目第3公園
- 吉川美南駅前公園
- 吉川美南調節池

## 施設
- イオンタウン吉川美南
- 吉川市立美南小学校
- 吉川市立吉川中学校
- 吉川ムサシノ幼稚園
- 吉川美南ちとせ保育園
- きらり美南保育園
- つつじ保育園
- 美南地区公民館
- 吉川消防署南分署
- 吉川市児童館ワンダーランド
- 吉川駅南No.1雨水ポンプ場
- 吉川駅南No.2雨水ポンプ場